# Браунинг (Монтана)
Браунинг (англ. Browning) — бывший город и статистически обособленная местность в округе  Глейшер  в штате Монтана США. Это штаб-квартира индейской резервации Блэкфит и единственный инкорпорированный город в резервации. Население составляло 1018 человек по переписи 2020 года.
Город был назван в 1885 году в честь комиссара по делам индейцев Дэниела М. Браунинга. Почтовое отделение было открыто в 1895 году. Город был расформирован 26 сентября 2018 года после того, как правительство города потерпело финансовый крах.

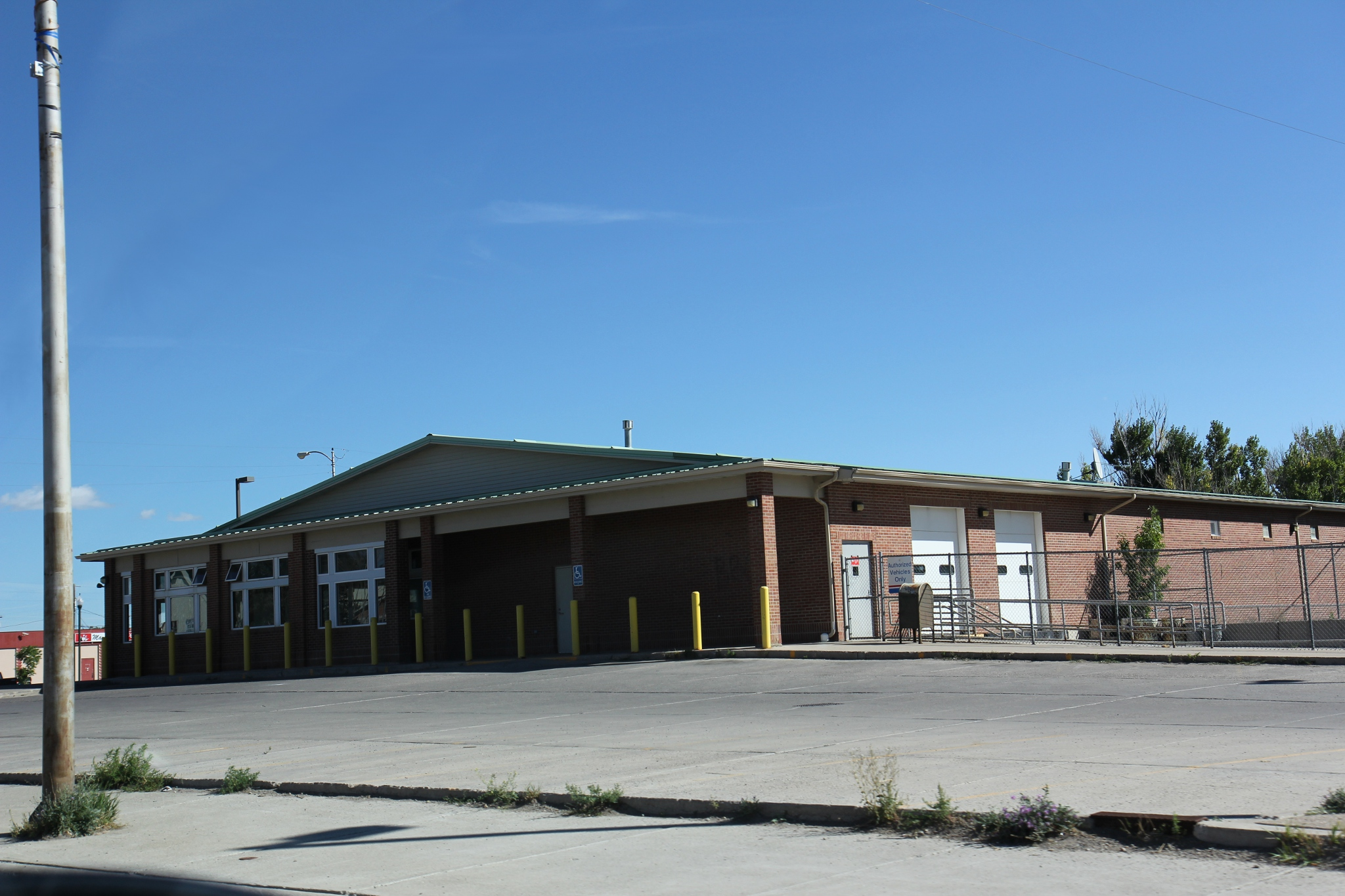
Почтовое отделение

## Демография

### Перепись 2010 года
По данным переписи 2010 года, в городе жили 1016 человек, были 360 домохозяйств и 243 семьи. Плотность населения составляла 3763,0 жителей на квадратную милю (1452,9/км²). Было 394 единицы жилья при средней плотности 1459,3 на квадратную милю (563,4/км²). Расовый состав города был следующим: 5,5% белых, 92,7% коренных американцев и 1,8% представителей двух или более рас. Испаноязычные или латиноамериканцы любой расы составляли 3,7% населения.

### Перепись 2000 года
| Языки (2000)              | Percent |
| ------------------------- | ------- |
| Говорят дома по-английски | 90.76%  |
| Говорят дома на блэкфут   | 9.24%   |

По данным переписи 2000 года, в городе проживало 1065 человек, были 360 домохозяйств и 254 семьи. Плотность населения составляла 3911,2 жителей на квадратную милю (1510,1/км²). Было 409 единиц жилья со средней плотностью 1502,0 на квадратную милю (579,9/км²). Расовый состав города был следующим: 6,57% белых, 90,52% коренных американцев, 0,09% представителей других рас, афроамериканцы, 0,09% и 2,72% представителей двух или более рас. Испаноязычные или латиноамериканцы любой расы составляли 1,88% населения.